# Adoracja Dzieciątka Jezus
Adoracja Dzieciątka Jezus – dzieło anonimowego artysty, zwanego Mistrzem Ołtarza z Trzeboni, działającego na terenie południowych Czech. Dzieło reprezentuje gotyckie malarstwo tablicowe. Obraz ten jest wczesnym przykładem nurtu w malarstwie i rzeźbie gotyckiej przełomu XIV i XV w. zwanym stylem pięknym. Dzieło to znajduje się w zbiorach Alsovej Jihoceskiej Galerii w Hluboce nad Wełtawa (Czechy).

## Opis
Wykonany techniką tempery na posrebrzanej desce obraz przedstawia często preferowany w sztuce gotyckiej wątek z Bożego Narodzenia ilustrujący Marię modlącą się do Dzieciątka Jezus. Zasadniczą część kompozycji zajmuje podniszczona drewniana szopa, w której pełna wdzięku Maria ukazana jako młoda niewiasta, odziana w srebrzysto-błękitny płaszcz o czerwonej podszewce modli się do Chrystusa klęcząc na ozdobnej haftowanej poduszce. Owinięte w pieluszki Dzieciątko leży na żłobie, zaś za Matką Boską siedzi zamyślony święty Józef, który opiera swoją lewą dłoń na koronkowej chuście zawieszonej na parkanie. W prawej części obrazu ukazane są w dwóch grupach postaci pasterzy o dość krępych sylwetkach z których jedna grupa reaguje na wieść którą powiadamia ukazany w górnym prawym rogu anioł, zaś druga podąża do szopy. Pomiędzy nimi zwarte stado zwierząt – wołów, owiec, świń, kóz. Faunę dopełniają siedzące na dachu szopy liczne ptaki.
Adoracja Dzieciątka Jezus zawiera w sobie kilka przeciwstawiających się cech. W sposób hieratyczny zestawiono główną treść obrazu wraz z otoczeniem, co szczególnie unaocznia zestawienie tytułowej sceny z grupą pasterzy. Kolejne przeciwstawienia wynikają poprzez zestawienia elementów realistycznych z idealnymi, przestrzenność z dekoracyjnym komponowaniem, statyczność z dynamizmem. Postaci Marii i Dzieciątka cechuje wdzięk, piękno, daleko idące wysublimowanie zarówno jak twarzy, delikatnych dłoni Marii i nóżek Jezusa. Również anioł trzymający banderolę ma twarz bardzo idealizowaną. Natomiast pozy i rysy Józefa i grup pasterzy zdradzają „chłopski”, nieco nieokrzesany typ, z drugiej strony mają bardziej naturalne pozy, ich twarze cechuje indywidualność, artysta wykazał się dbałością o kostiumologię i ich koloryt. Mamy tu do czynienia z przykładem wpisania w wątek biblijny ówczesnych reprezentantów jednego ze stanów społecznych – chłopów, co nieobce jest Mistrzowi Ołtarza w Trzeboni, który w swoim głównym dziele – ołtarzu z Trzeboni zilustrował przedstawicieli rycerstwa.